# Топчиев, Александр Григорьевич
Александр Григорьевич Топчиев (22 июля 1939 г., посёлок шахты 7-бис (ныне Антрацит) — 20 октября 2023) — советский и украинский географ, экономгеограф. Доктор географических наук (1979); профессор; руководитель научной школы «Общественно-географические меры планирования территорий». Заслуженный деятель науки и техники Украины (2005).

## Биография
Родился 22 июля 1939 в поселке шахты 7-бис (ныне город Антрацит) в Луганской области. Детские и школьные годы прошли в поселке Михайловка (город Ровеньки Луганской области). В 1956 г. с медалью закончил Михайловскую среднюю школу. В течение 1956—1961 гг. учился на географическом факультете Львовского государственного университета имени Ивана Франко, который окончил с отличием по специальности экономист-географ.
Получил направление в отдел новой техники Госплана Украины, но начал работу в должности младшего научного сотрудника проблемной лаборатории качественной оценки земель, которая была организована усилиями профессоров И. Н. Гоголева и К. И. Геренчука при кафедре физической географии Львовского университета. Этой лаборатории суждено стать первым в стране центром по разработке проблем кадастровой оценки земель.
В течение 1961—1966 гг. участвовал в земельно-кадастровых исследованиях региона Украинских Карпат, в частности в полевых экспедиционных работах по обследованию и картографирования сельскохозяйственных земель для нужд земельного кадастра. В 1966 г. увидела свет первая монография о географических основах земельного кадастра, и в этом же году произошла защита кандидатской диссертации по теме: «Географические основы земельного кадастра горных районов (на примере Украинских Карпат)». В течение 1966—1969 гг. работал ассистентом и доцентом кафедры физической географии Львовского университета.
Осенью 1969 г. перешел на работу в Одесский государственный университет имени И. И. Мечникова (ныне — Одесский национальный университет имени И. И. Мечникова), где работал доцентом, а с 1980 г. заведующим кафедрой экономической и социальной географии, деканом геолого-географического факультета (1984—1985), проректором по научной работе (1985-1987).
Докторскую диссертацию «Модели пространственной организации географических комплексов и систем» защитил в апреле 1979 г. в Ленинградском университете.
С 1991 А. Г. Топчиев возглавляет специализированный ученый совет при Одесском университете по защите диссертаций на ученую степень доктора географических наук. Под его научным руководством подготовлены 15 кандидатских и 3 докторских работы, среди них аспиранты и докторанты из Сирии, Египта, Алжира, Китая, Молдовы (Приднестровье). Опубликовал более 400 научных работ, среди которых 20 монографий, учебных пособий и учебников. Читал курсы лекций в Сегедском (Венгрия), Гданьском (Польша), Пекинском и Северо-Западном (КНР, Пекин и Сиань) университетах.
В 1996 г. он возглавит кафедру региональной экономики во вновь созданном Одесском институте государственного управления.
С 2000 г. начинается разработка программ социально-экономического развития Одессы. Сначала это была программа развития города на близкую перспективу «Одесса — 2005», позже она переросла в программу устойчивого развития города на ближайшие 10 лет (до 2012 г.). Для разработки этих программ был сформирован координационный совет, в состав которого вошел проф. А. Г. Топчиев. В дальнейшем была подготовлена концепция устойчивого развития Одессы, утвержденная городским советом как официальный документ.
В начале 2000-х годов Указом Президента Украины была утверждена концепция государственной региональной политики и сформирована комиссия по административно-территориальному устройству Украины, в состав которой вошел проф. А. Г. Топчиев. Создана региональная геоинформационная система «ГИС — территориальная община Одесщины». Эту работу выполнили под руководством А. Г. Топчиева научные сотрудники и аспиранты кафедры.
Проф. А. Г. Топчиев принимает активное участие в общественно-политической жизни. В 1992—1994 гг. занимал должность первого заместителя главы Одесской областной администрации и по совместительству возглавлял университетскую кафедру. Избирался вице-президентом Украинского географического общества, член Ученого совета УГО. Член редакционных коллегий «Географической энциклопедии Украины» и нескольких географических журналов. Член комиссий Международного географического союза по морской географии и математическим методам, и моделям в географии.

## Научная деятельность
Основные направления научной деятельности ученого: теория и методология географии, общественная география, региональная экономика. Кафедра экономической и социальной географии Одесского университета под руководством А. Г. Топчиева в течение 1980—1990-х годов стала ведущим центром географической науки и подготовки специалистов-географов высшей квалификации. Круг научных интересов кафедры за это время заметно расширился. При непосредственном участии А. Г. Топчиева формируются новые направления географических исследований: теория и методология географии, математические методы и модели в географии, методы и методики комплексных географических и общественно-географических исследований, геоинформационные технологии (ГИС-технологии), геоэкология, региональная экономика, планирование регионального развития, разработка концепций и программ устойчивого социально-экономического развития регионов и городов, морская география. Начиная с 1993 г. на кафедре открыто новое для отечественной науки направление — регионалистика, охватывающее регионоведение, регионализацию Украины, региональное планирование, региональную экономику, региональную политику, региональное управление и самоуправление.
В течение 1993—1995 гг. группой специалистов кафедры, облгосадминистрации Одесского института проблем рынка и экономико-экологических исследований, под руководством проф. А. Г. Топчиева, была разработана «Концепция социально-экономического развития Украинского Причерноморья». На основе этой концепции большим коллективом специалистов разных регионов была разработана «Программа социально-экономического развития региона Украинского Причерноморья».
В августе 1998 г. на основе соглашения между Молдовой, Румынией и Украиной был сформирован еврорегион «Нижний Дунай» — международная договорная структура, направленная на активизацию приграничного сотрудничества на Нижнем Дунае. А. Г. Топчиев принимал непосредственное участие в обосновании концепции формирования еврорегиона и приоритетных направлений его функционирования и вошел в состав координационного совета по разработке программы развития еврорегиона «Нижний Дунай».
Значительным международным проектом стала международная программа экологического спасения Чёрного моря, организованная и финансируемая Всемирным банком (США). В течение 1994—1997 гг. в рамках программы разрабатывался научный проект «Программа интегрированного менеджмента береговых зон Чёрного и Азовского морей» с участием ведущих специалистов всех причерноморских стран Украины, России, Грузии, Турции, Болгарии и Румынии. В 1995 г. группой одесских и киевских специалистов под научным руководством проф. А. Г. Топчиева был подготовлен Национальный доклад «Состояние и перспективы интегрированного менеджмента прибрежными полосами морей в Украине».
Под эгидой областного управления экологии и природных ресурсов большим коллективом специалистов в 2000 г. была разработана региональная программа «Экология — 2005» (научный руководитель проф. А. Г. Топчиев). В течение 1999—2000 гг. по поручению Кабинета Министров Украины для всех областей и АР Крым разрабатывались региональные программы экологической безопасности. Такая работа была выполнена для Одесской области группой специалистов разных одесских вузов и учреждений под научным руководством проф. А. Г. Топчиева и вышла под названием «Региональная программа экологической безопасности. Одесская область» (2000 г.).
Постоянное внимание в своей научной деятельности А. Г. Топчиев уделял социально-экономическому картографированию, разработке и составлению географических карт и атласов. При его непосредственном участии и под научным руководством подготовлены и изданы несколько атласов и карт Одесской области. В 2000 г. Указом Президента Украины создан Координационный совет по разработке Национального атласа Украины, членом которой является проф. А. Г. Топчиев.
В 2005 г. ученому присвоено почетное звание «Заслуженный деятель науки и техники Украины».

## Научные труды
- Основи методики земельного кадастру гірських районів: на прикладі Українських Карпат / О. Г. Топчієв. — Львів, 1966.
- Польові географічні дослідження / О. Г. Топчієв. — Київ, 1975.
- Терміни і поняття в економічній географії / О. Г. Топчієв. — Київ, 1982.
- Економічна географія СРСР / О. Г. Топчієв. — Київ, 1986.
- Пространственная организация географических комплексов и систем / О. Г. Топчієв. — Київ ; Одесса, 1986.
- Одесская область: Территориальная организация и структура хозяйства. Концепция социально-экономического развития / А. Г. Топчиев. — Одесса, 1991.
- Одесса: Город-агломерация. Портово-промышленный комплекс / А. Г. Топчиев. — Одесса, 1994. Геоэкология: Географические основы природопользования / А. Г. Топчиев. — Одесса, 1996.
- Теоретичні основи регіональної економіки / А. Г. Топчиев. — Киев, 1997.
- Географія Одещини: Природа, населення, господарство / під заг. ред. О. Г. Топчієва. — Одеса : Астропринт, 1998. — 88 с.
- Основи суспільної географії : навч. посібник для студ. геогр. спец. вищ. навч. закладів / О. Г. Топчієв. — Одеса : Астропринт, 2001. — 556 с.
- Історія Одеси / О. Г. Топчієв; гол. ред. В. Н. Станко. — Одеса : Друк, 2002. — 560 с.
- Регіональний розвиток України і становлення державної регіональної політики : навч.-метод. посіб. / О .Г. Топчієв, Т. М. Безверхнюк, З. В. Тітенко. — Одеса : Вид-во ОРІДУ АДУ, 2005. — 148 с.
- Суспільно-географічні дослідження: методологія, методи, методики. — Одеса: Астропринт, 2005. — 600 с.
- Територіальна організація портової діяльності регіону у контексті формування транспортно-логістичних мереж / О. Г. Топчієв, Н. Є. Нефедова // Український географічний журнал. — 2013. — № 1. — С. 18-26.
- Геодемографія: регіональний демографічний розвиток України / О. Г. Топчієв, В. В. Яворська, Н. В. Дімова. — Одеса : ВМВ, 2014. — 242 с.
- Вітчизняна географія у контексті становлення української державності / О. Г. Топчієв, Н. Є. Нефедова, В. В. Яворська // Вісник ОНУ. — 2014. — Т. 19, вип. 4 (23) : Географічні та геологічні науки. — С. 136—147.
- Регіоналістика: географічні основи регіонального розвитку і регіональної політики : навч. посіб. для студ. геогр. та екон. спец. ВНЗ / О. Г. Топчієв, Д. С. Мальчикова, В. В. Яворська. — Херсон : Олді-Плюс, 2015. — 370 с.